# Bunker am Trageweg

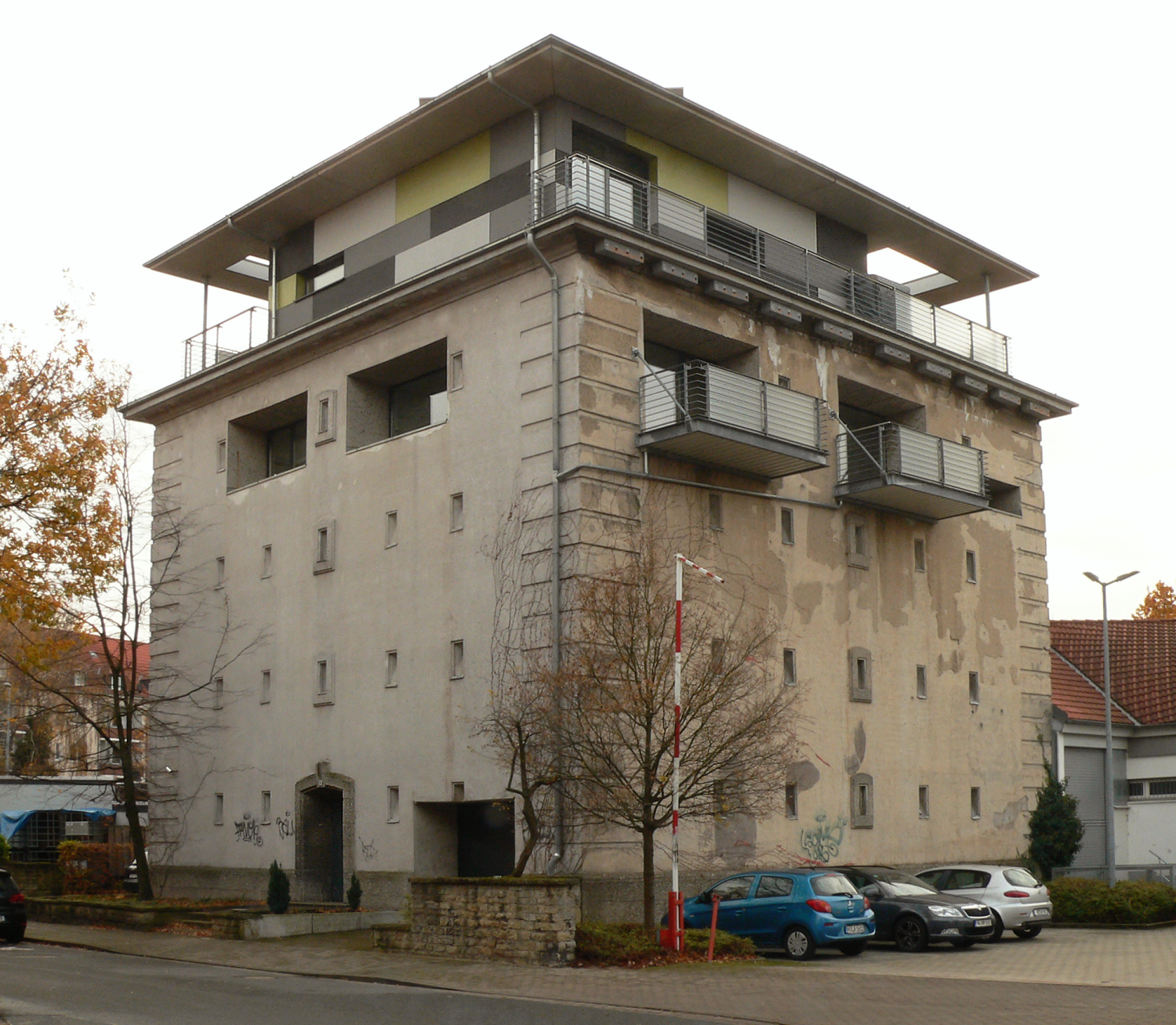
Bunker am Trageweg

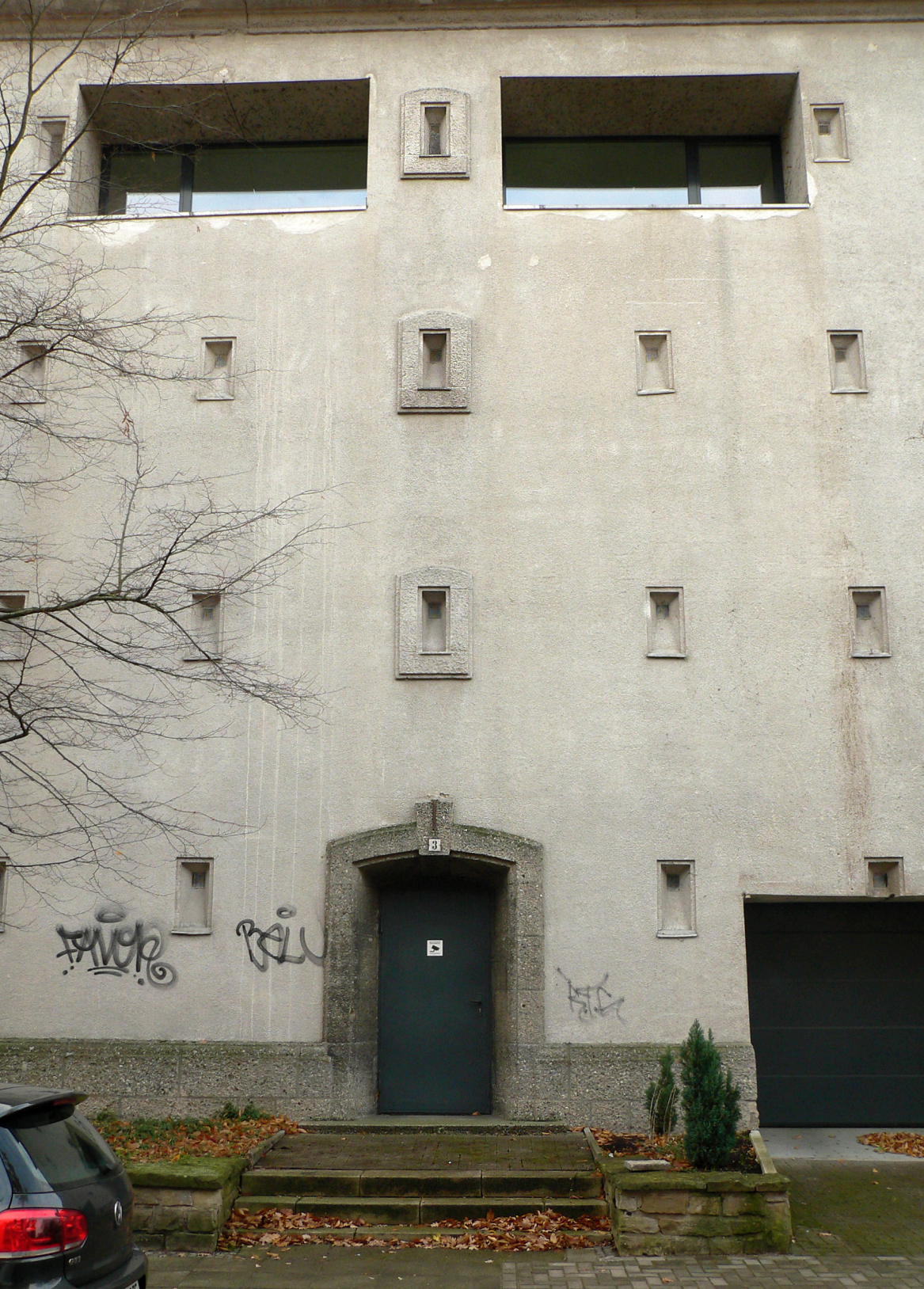
Seiteneingang des Bunkers

Der Bunker am Trageweg in der List von Hannover ist ein ehemaliger Luftschutzbunker aus der Zeit des Zweiten Weltkrieges. Sein Umbau zum Wohnhaus wurde mit einem Architekturpreis ausgezeichnet.

## Geschichte
Der Hochbunker wurde 1940 auf einer fast quadratischen Grundfläche von 16 × 15 Metern mit einer Wanddicke von 1,1 oder 1,70 m errichtet. Seine vier Ebenen waren als Schutzraum für mehr als 700 Menschen vorgesehen, die sich bei Fliegeralarm vor den während der Luftangriffe auf Hannover von den Alliierten abgeworfenen Fliegerbomben in Sicherheit bringen konnten.
In der Nachkriegszeit wurde das Gebäude zunächst für ein Möbelhaus umfunktioniert und von dieser Einrichtung rund zwanzig Jahre lang genutzt worden; anschließend war es jahrzehntelang ungenutzt.
Die an den Lister Kirchweg grenzende Immobilie stand im Eigentum der Bundesrepublik Deutschland und war einer von 13 ehemals für Aufgaben der Zivilschutzbindung vorgehaltenen Bunkern, die die Bundesanstalt dann jedoch an private Investoren veräußern wollte.
Durch eine Versteigerung im Jahr 2012 erwarb eine Frau für ihre vierköpfige Familie den seinerzeit rund 375 Quadratmeter Nutzfläche bietenden Betonbau. Unter Zuhilfenahme eines mit Bunkerumbauten erfahrenen Architekten aus Bremen begann der Umbau. Spezialmaschinen schnitten Blöcke für die Fensteröffnungen aus dem dicken Mauerwerk, während der massive Bau vollständig gegen Wärmeverluste gedämmt werden musste. Vorgesehen war der Erhalt der großen Treppe im Eingangsbereich. Das Erdgeschoss – das ehemalige erste Bunkergeschoss – sollte zum Entree sowie für Garagen umgestaltet werden. Schließlich wurden die beiden darüber liegenden Geschosse als Lagerflächen genutzt.
Die neuen Eigentümer – die den Beton-Charakter des Bauwerkes insgesamt erhalten wollten – richteten ihre Wohnräume im dritten Obergeschoss sowie in dem darüber neu errichteten Staffelgeschoss ein.